# Michigan Mathematical Journal
Michigan Mathematical Journal is een internationaal, aan collegiale toetsing onderworpen wetenschappelijk tijdschrift op het gebied van de wiskunde.
De naam wordt in literatuurverwijzingen meestal afgekort tot Mich. Math. J.
Het wordt uitgegeven door de University of Michigan Press en verschijnt 4 keer per jaar.
Het eerste nummer verscheen in 1952.